# Chameau (Guadeloupe)
Pour les articles homonymes, voir Chameau (homonymie).
Le Chameau est un morne culminant à 304 m sur l'île de Terre-de-Haut, dans l'archipel des Saintes, une dépendance de la Guadeloupe. Cette colline est située dans le Sud-Ouest de l'île et est couverte de forêt. Elle s'appelait morne de la Vigie jusqu'en 1939.
Au sommet, d'où l'on bénéficie d'un panorama sur l'archipel, a été construite en 1843 une tour-modèle type 1811 destinée au guet.
Le Chameau abritait sur son versant oriental la décharge à ciel ouvert de la commune de Terre-de-Haut. Comme la commune s'y était engagée, celle-ci a été fermée fin 2010, les ordures étant désormais évacuées par bateau vers l'île de la Guadeloupe.
Le Chameau est aujourd'hui la propriété du Conservatoire du littoral et des rivages lacustres et fait l'objet d'une protection de site catégorie IV UICN.

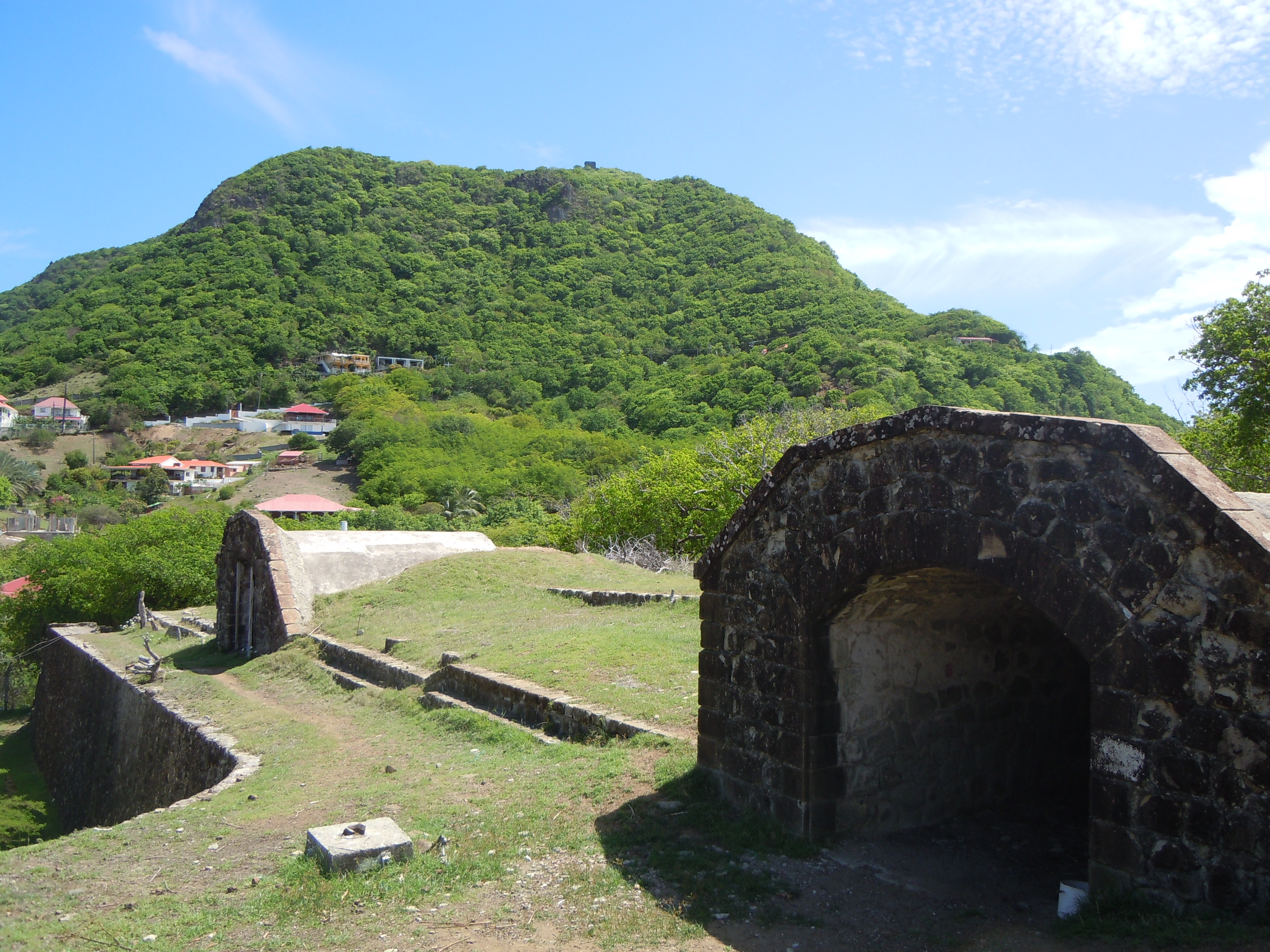
Vue du Chameau depuis la batterie de la Tête Rouge.